# Bathycongrus odontostomus
Bathycongrus odontostomus är en fiskart som först beskrevs av Fowler, 1934.  Bathycongrus odontostomus ingår i släktet Bathycongrus och familjen havsålar. Inga underarter finns listade.